# 毫米水柱
毫米水柱，符号mmWG、mmWC、mmH2O，是一种较为少见的压力单位，定义为标准重力加速度下4℃（水密度最大，约为999.9720kg/m3）时1毫米高水柱产生的压力，约是9.80638帕。但计算时常采用水的密度为1000kg/m3，也就是1毫米水柱等于9.80665帕。